# Хальмеръяха (приток Хадытаяхи)
Хальмеръяха (устар. Хальмер-Яха) — река в Ямальском районе Ямало-Ненецкого АО. Через озёра Хальмерто впадает в реку Хадытаяха в 22 км от устья по правому берегу. Длина реки составляет 24 км.

## Данные водного реестра
По данным государственного водного реестра России относится к Нижнеобскому бассейновому округу, водохозяйственный участок реки — Обь от города Салехард и до устья, речной подбассейн реки — бассейны притоков Оби ниже впадения Северной Сосьвы. Речной бассейн реки — (Нижняя) Обь от впадения Иртыша.